# Arctornis aureopalpatus
Arctornis aureopalpatus är en fjärilsart som beskrevs av Holloway 1999. Arctornis aureopalpatus ingår i släktet Arctornis och familjen tofsspinnare. Inga underarter finns listade i Catalogue of Life.